# ایوان بلاتنی
ایوان بلاتنی (انگلیسی: Ivan Blatný؛ ۲۱ دسامبر ۱۹۱۹ – ۵ اوت ۱۹۹۰) شاعر اهل کشور چکسلواکی و عضو Skupina 42 (گروه ۴۲- انجمن هنرمندان مدرن چک) بود. او در سال ۱۹۴۸، کشور خود را ترک کرد. با این حال، زندگی را در تبعید دشوار می‌دانست. وی در طول زندگی بعدی خود در انگلستان، روزهایش را در بیمارستانهای مختلف روانی گذراند و از ترس پارانوئید رنج می‌برد و فکر می‌کرد که مأمورین STB ممکن است او را ربوده و به چکسلواکی بازگردانند.